# Georgie Twigg
Pour les articles homonymes, voir Twigg.
Georgina Sophie "Georgie" Twigg (née le 21 novembre 1990 à Lincoln (Angleterre)) est une joueuse de hockey sur gazon britannique, membre de l'équipe de Grande-Bretagne de hockey sur gazon féminin. 
Avec la Grande-Bretagne, elle est médaillée de bronze aux Jeux olympiques d'été de 2012 à Londres puis sacrée championne olympique en 2016 à Rio de Janeiro.